# Simbácio de Astianena
Simbácio (em latim: Symbatius; em grego: Συμβάτιος; romaniz.: Symbátios; em armênio/arménio: Սմբատ; romaniz.: Smbat) foi um nobre armênio (nacarar), o senhor de Astianena, do final do século VI e começo do VII, durante o reinado do xainxá Cosroes II (r. 590–628).

## Nome
Simbácio (Symbatius) é a forma latina do armênio Sembate (Սմբատ, Smbat), que embora se saiba ter uma origem iraniana, não se conhece seu significado. Foi registrado em grego com Simbácio (Συμβάτιος, Symbátios), em persa novo como Sunfade (سانپاد, Sunfād) e Simbá / Simbade (سندباد, Sinbād). A tradição armênia preservada em Moisés de Corene atribuiu a origem do nome a Xambate (Շամբաթ, Šambatʻ), um suposto hebreu ativo nos tempos do mítico Valarsaces I.

## Vida

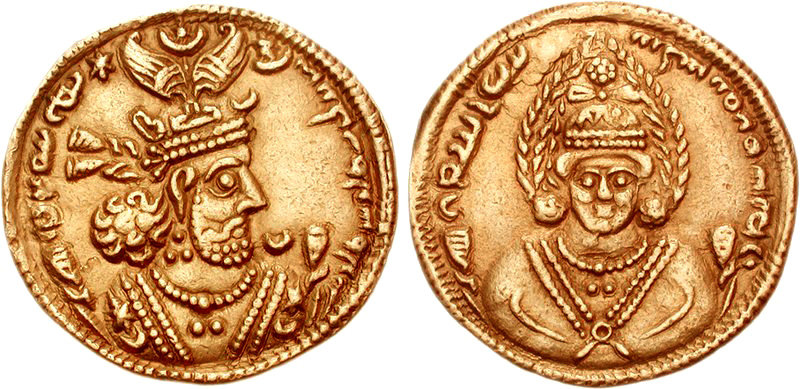
Dinar de r.

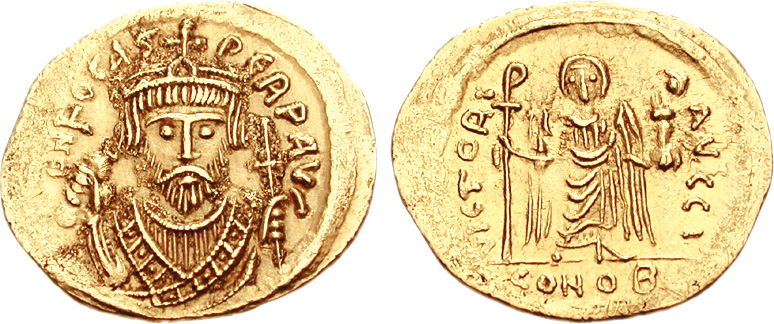
Soldo de Focas r.

A existência de Simbácio é atestada apenas na História de Taraunitis de João Mamicônio, obra considerada não fiável, e autores como Christian Settipani põe dúvida a sua existência. Na obra é descrito como príncipe de Astianena. Aparece no começo do reinado do imperador Focas (r. 602–610), quando ajuda na luta contra invasão de Raanes e seus seis mil homens. Participou na ação conjunta liderada por Vaanes II e comandou 3 600 homens. Causou grande massacre lá e se apressou em decapitar Raanes e colocar as tropas em fuga. Assediou-os até que pediram que parasse e prometeram pagar-lhes impostos. Após mais algumas discussões, disse: "Ou nos dê a cabeça de Raanes ou nos dê 30 mil daecãs". Pagaram 30 mil daecãs e quando preparavam-se para fugir foram massacrados.
Durante a invasão de Surena, Simbácio e Vaanes III chegaram com seis mil homens ao auxílio de Simbácio I (pai do último) e Varazes de Palúnia quando combatiam os persas próximo do Mosteiro do Glaco. Ao saber que seu pai estava bem, Vaanes atacou, abrindo caminho e avançando. Abriu uma das alas enquanto Simbácio limpou a outra, e assumindo a condução da guerra, começaram a matar os líderes do exército persa. Movendo, Vaanes cercou a outra ala, e tendo prendido as tropas iranianas no meio, as destruíram até a noite. Depois, quando Tigranes invadiu, Simbácio I confiou a ala esquerda de seu exército a Simbácio.
Simbácio também participou na luta contra as tropas invasoras de Varduri enviadas 18 anos depois. Num dos confrontos, uma brigada de fugitivos persas foi para junto dos clérigos que acompanhavam o exército armênio e imploraram por suas vidas. Quando a brigada de Simbácio chegou, perguntaram: "Onde estão os persas que vieram atrás dos fugitivos?" Mas os clérigos não os entregaram e então Simbácio perguntou: "O que aconteceu com os iranianos?" Os clérigos responderam: "Eis que estão com seus pais". Então a batalha cessou. Voltaram os fugitivos a Megueti, encontrando 480 deles. Lhes deram tesouros e cavalos e os liberavam para ir aos persas como porta-vozes para relatar as maravilhas que haviam encontrado dos clérigos dos armênios.